# 短脚蔷薇
短脚蔷薇（学名：Rosa calyptopoda）为蔷薇科蔷薇属下的一个种。

## 扩展阅读
維基物種上的相關：短脚蔷薇